# Quận Menominee, Michigan

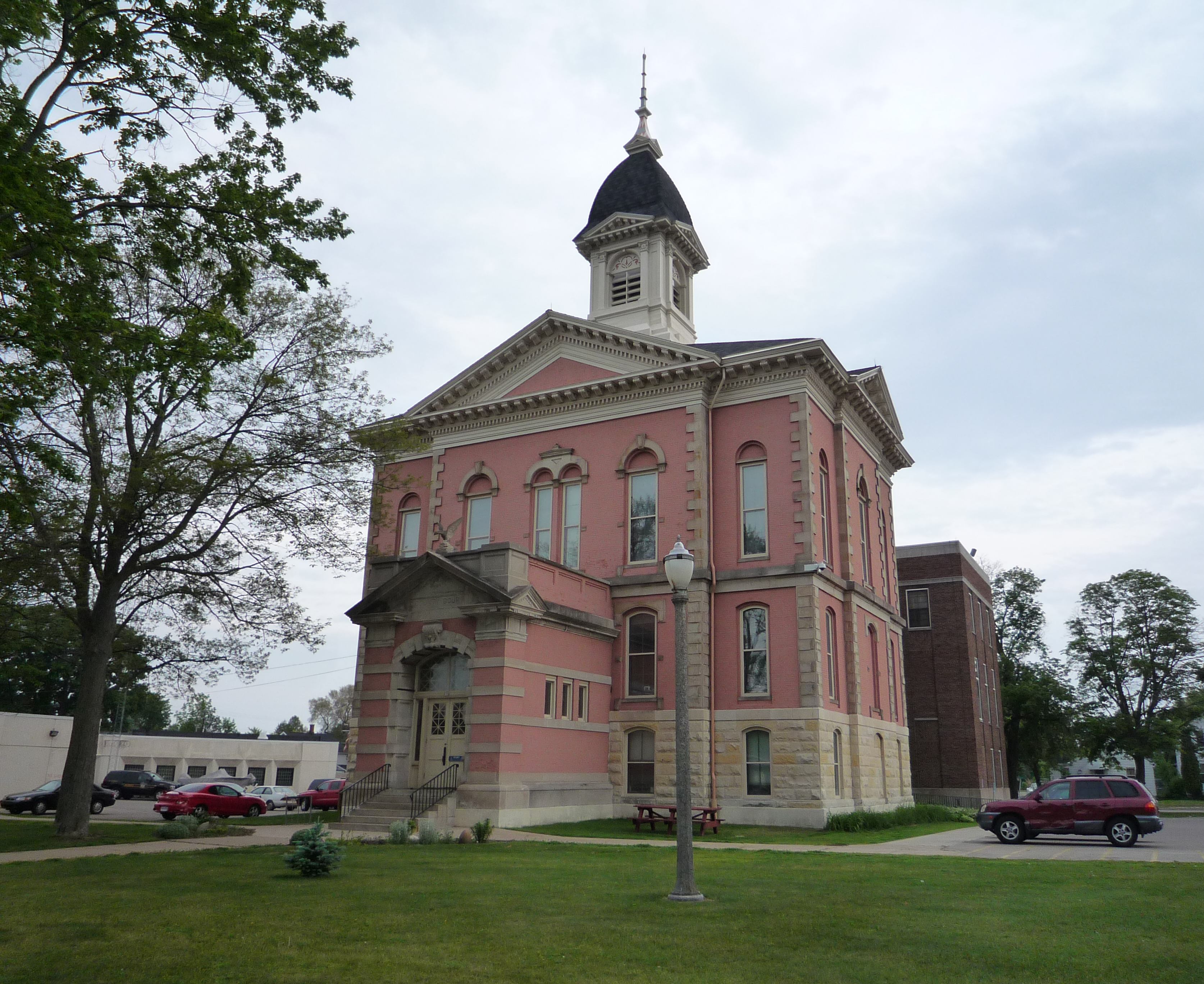
Toà án quận Menominee tại Menominee.

Quận Menominee một quận thuộc tiểu bang Michigan, Hoa Kỳ. Quận lỵ đóng ở Menominee6. Theo điều tra dân số năm 2000 của Cục điều tra dân số Hoa Kỳ năm 2000, quận có dân số 25.326 người.

## Địa lý
Theo Cục điều tra dân số Hoa Kỳ, quận có diện tích km2, trong đó có km2 là diện tích mặt nước.